# Bibby Altona
Die Bibby Altona ist ein unter der Flagge der Bahamas betriebenes Wohnschiff, das von 1993 bis 2006 in Hamburg-Altona lag und als Flüchtlingsunterkunft und Zentrale Erstaufnahmeeinrichtung (ZASt) für Hamburg diente.

## Geschichte
Das 1993 auf der Neptun-Werft in Rostock als Floatel Altona gebaute Schiff wurde wie sein Schwesterschiff, die spätere Bibby Kalmar, 1993 nach Hamburg gebracht, um dort im Auftrag der Stadt als Wohnunterkunft zu dienen. Die Bibby Altona war zunächst in Hamburg-Neumühlen festgemacht, 1998 wurde sie weiter östlich in den Altonaer Fischereihafen verlegt. 1995 wurde die Floatel Altona von der Reederei Bibby Line gekauft und in Bibby Altona umbenannt. Im Herbst 2006 verließen die letzten 44 Flüchtlinge das Schiff und die ZASt Hamburg wurde nach Nostorf in Mecklenburg-Vorpommern verlegt.

## Ähnlich: Bibby Stockholm
Ein weiteres ganz ähnliches Wohnschiff ist die Bibby Stockholm mit Platz für 500 Bewohner. Die 4 Wohnschiffe Bibby Altona, Bibby Kalmar, Bibby Stockholm und Bibby Challenge wurden bis 2006 als Flüchtlingsherberge am Elbufer in Hamburg-Altona verwendet und boten Platz für bis zu 2300 Personen.
Am 4. April 2023 wurde durch The Times und The Guardian bekannt, dass das britische Innenministerium erwägt das Wohnschiff Bibby Stockholm zu mieten, um ankommende Flüchtlinge kostengünstiger als in Hotels unterzubringen. Das 3-stöckige Wohnschiff soll dafür an der südenglischen Küste bei Weymouth ankern. Berichtet werden Kosten von „20.000 Pfund (22.800 Euro) pro Tag plus Security, Verpflegung und Gesundheitsversorgung.“ Im Juli 2023 erreichte es Dorset.
Im August 2023 meldete Reuters laut ORF, dass Großbritannien erstmals 39 Migranten auf einem Lastkahn an der englischen Küste untergebracht habe: „nun sollen sie die Unterkunft wegen eines Krankheitserregers schon wieder verlassen. Bei Proben aus dem Wassersystem seien Legionellenwerte festgestellt worden, die weitere Untersuchungen erforderlich machten, teilte das Innenministerium mit.“ Die Unterbringung von Migranten und Migrantinnen auf der Barge ist weiterhin vorgesehen.